# Rahel Küng
Rahel Küng (* 27. März 1991 in Bütschwil) ist eine ehemalige Schweizer Triathletin und Langstreckenschwimmerin. Sie ist Schweizermeisterin im Freiwasserschwimmen über 5000 Meter (2009) sowie zweifache Schweizermeisterin auf der Triathlon-Kurzdistanz (2010 Junioren, 2013 Elite).

## Werdegang
Rahel Küng war in ihrer Jugend im Schwimmsport aktiv. Sie konnte sich auch für die Jugend-Europameisterschaften im Freiwasserschwimmen qualifizieren und wurde dort 2009 Schweizermeisterin über 5 km. 2008 wechselte sie zum Triathlon. Auch ihr älterer Bruder Manuel Küng (* 1987) war als Triathlet aktiv.
Im August 2010 holte sie sich an den Schweizer Meisterschaften im Triathlon in Nyon den ersten Platz bei den Juniorinnen.

### Schweizermeisterin Triathlon 2013
Im August 2013 wurde Küng Schweizermeisterin im Triathlon auf der olympischen Distanz (1,5 km Schwimmen, 40 km Radfahren und 10 km Laufen). Rahel Küng startete für das EWZ Power Team und sie trainierte gemeinsam mit Céline Schärer.
Beim Radtraining zog sie sich im Oktober 2013 einen Oberschenkelbruch zu. Seit 2014 tritt Rahel Küng nicht mehr international im Renngeschehen in Erscheinung.

### Privates
Im Juni 2015 machte sie an der Bénédict-Schule in St. Gallen einen Abschluss als Medizinische Sekretärin.

## Sportliche Erfolge
| Datum/Jahr    | Rang | Wettbewerb                                   | Austragungsort | Zeit     | Bemerkung                                                                                            |
| ------------- | ---- | -------------------------------------------- | -------------- | -------- | --- |
| 4. Aug. 2013  | 1    | Schweizer Triathlon-Meisterschaften          | Nyon           | 02:19:10 | Schweizer Meisterin auf der olympischen Distanz (1,5 km Schwimmen, 40 km Radfahren und 10 km Laufen) |
| 27. Juli 2013 | 9    | 5150 Zurich                                  | Zürich         |          | European Championships                                                                               |
| 21. Juli 2013 | 11   | ITU Triathlon European Cup                   | Genf           | 02:18:18 | |
| 23. Juni 2013 | 2    | Sempachersee-Triathlon                       | Nottwil        | 01:08:31 | Zweite hinter Regula Rohrbach (750 m Schwimmen, 20 km Radfahren und 5 km Laufen)                     |
| 28. Aug. 2011 | 2    | Schweizer Triathlon-Meisterschaften          | Uster          |          | Vizeschweizermeisterin U23, hinter Céline Schärer                                                    |
| 18. Aug. 2010 | 1    | Schweizer Triathlon-Meisterschaften Junioren | Nyon           |          | Schweizermeisterin Junioren                                                                          |

| Datum/Jahr    | Rang | Wettbewerb                                           | Austragungsort  | Zeit     | Bemerkung                                                                          |
| ------------- | ---- | ---------------------------------------------------- | --------------- | -------- | ---------------------------------------------------------------------------------- |
| 18. Okt. 2014 | DNF  | ETU Middle Distance Triathlon European Championships | Peguera         | –        | Europameisterschaft auf der Mitteldistanz im Rahmen der Challenge Paguera-Mallorca |
| 22. Sep. 2013 | 3    | Ironman 70.3 Pays d’Aix France                       | Aix-en-Provence | 04:38:10 |                                                                                    |
| 1. Sep. 2013  | 4    | Ironman 70.3 Zell am See-Kaprun                      | Zell am See     | 04:20:15 |                                                                                    |
| 11. Aug. 2013 | 12   | Ironman 70.3 Germany                                 | Wiesbaden       | 04:54:41 | bei der Europameisterschaft über die halbe Ironman-Distanz                         |
| 9. Juni 2013  | 4    | Ironman 70.3 Italy                                   | Pescara         | 04:41:29 |                                                                                    |
| 11. Mai 2013  | 14   | Ironman 70.3 Mallorca                                | Alcúdia         | 04:43:24 |                                                                                    |

(DNF – Did Not Finish)